# Lina (cantante surcoreana)
Lee Ji-yeon (hangul: 이지연; Corea del Sur, 18 de febrero de 1984), conocida profesionalmente como Lina y anteriormente como Jiyeon, es una cantante y actriz surcoreana, conocida por haber sido miembro del grupo femenino surcoreano The Grace. Previamente, también fue miembro del dúo musical femenino surcoreano Isak N Jiyeon.

## Carrera
Debutó en 2002 como miembro del dúo musical femenino surcoreano Isak N Jiyeon junto con Kim Isak, pero terminó disolviéndose en 2004. Más tarde, volvió a debutar como miembro del grupo femenino surcoreano The Grace en 2005, el cual se disolvió en 2010. Desde entonces, ha continuado su carrera como actriz y actriz musical.

## Vida personal
El 25 de julio de 2014, confirmó que estuvo saliendo con el actor Jang Seung-jo durante dos años. Se conocieron durante el musical "Temptation of Wolves". Se casaron el 22 de noviembre de 2014 en una boda privada. La pareja tiene un hijo nacido en 2018 y una hija nacida en diciembre de 2021.

## Filmografía

### Series de televisión
| Año  | Título               | Papel        | Red  |
| ---- | -------------------- | ------------ | ---- |
| 2020 | Chocolate            | Song Yeo-jin | JTBC |
| 2012 | Dream of the Emperor | Kim Munhui   | KBS  |

### Teatro Musical
| Año       | Título                         | Papel             |
| --------- | ------------------------------ | ----------------- |
| 2011      | The March of the Youth         | Oh Young-shim     |
| 2011      | Temptation of Wolves           | Jung Han-kyung    |
| 2011-2012 | Fame                           | Serena Katz       |
| 2013-2014 | Murder Ballad                  | Sarah             |
| 2014      | Moon Embracing the Sun         | Heo Yeon-woo      |
| 2014-2015 | Jekyll & Hyde                  | Lucy Harris       |
| 2015      | Man of La Mancha               | Aldonza           |
| 2015-2016 | The Orchestra Pit              | Harp player       |
| 2016      | Newsies                        | Katherine Plumber |
| 2016      | Notre-Dame de Paris            | Esmeralda         |
| 2016-2017 | The Count of Monte Cristo      | Mercedes          |
| 2017      | Cyrano de Bergerac The Musical | Roxanne           |